# Aristotelia (bướm đêm)
Aristotelia là một chi bướm đêm trong họ Gelechiidae.

## Hình ảnh

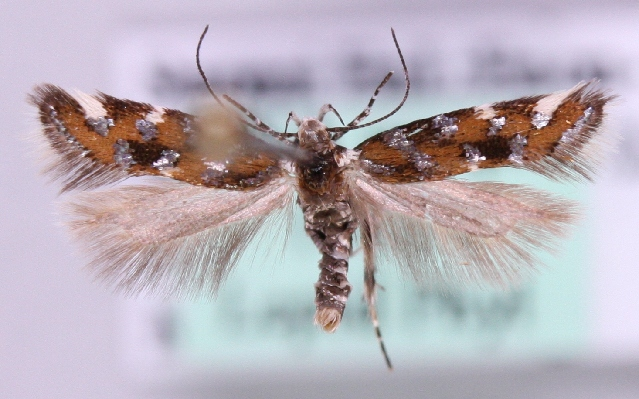
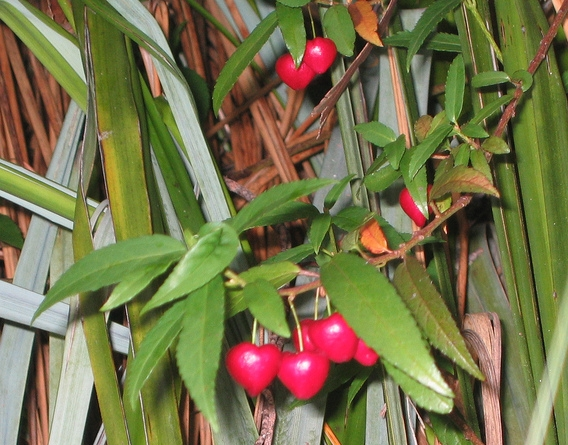
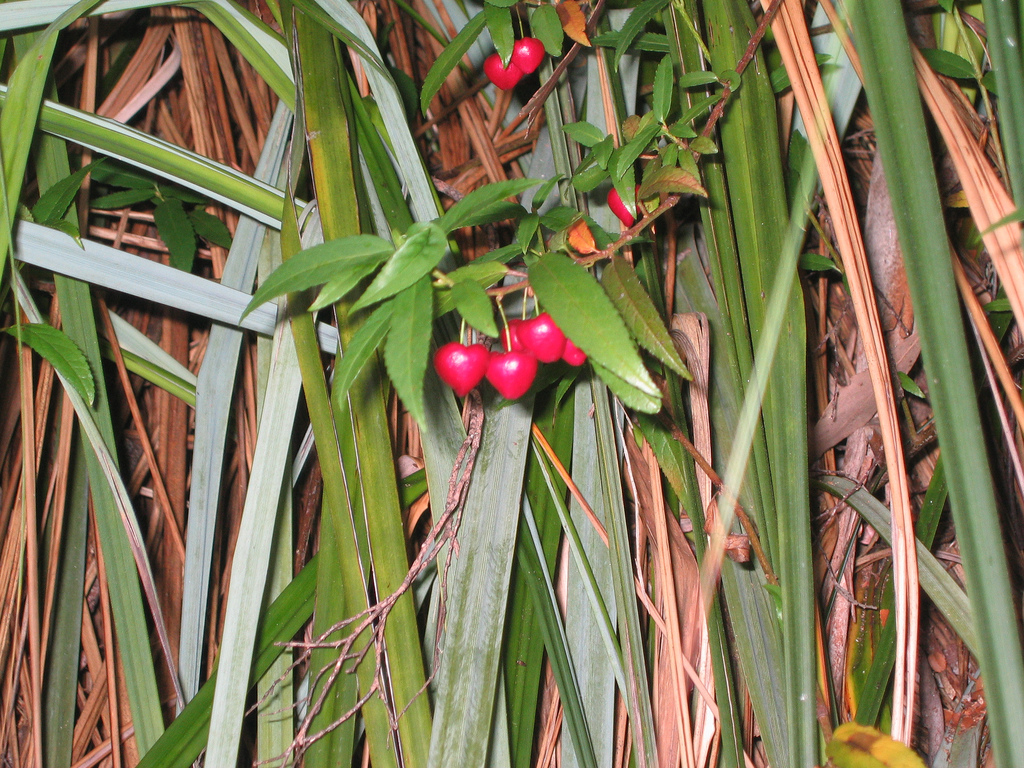
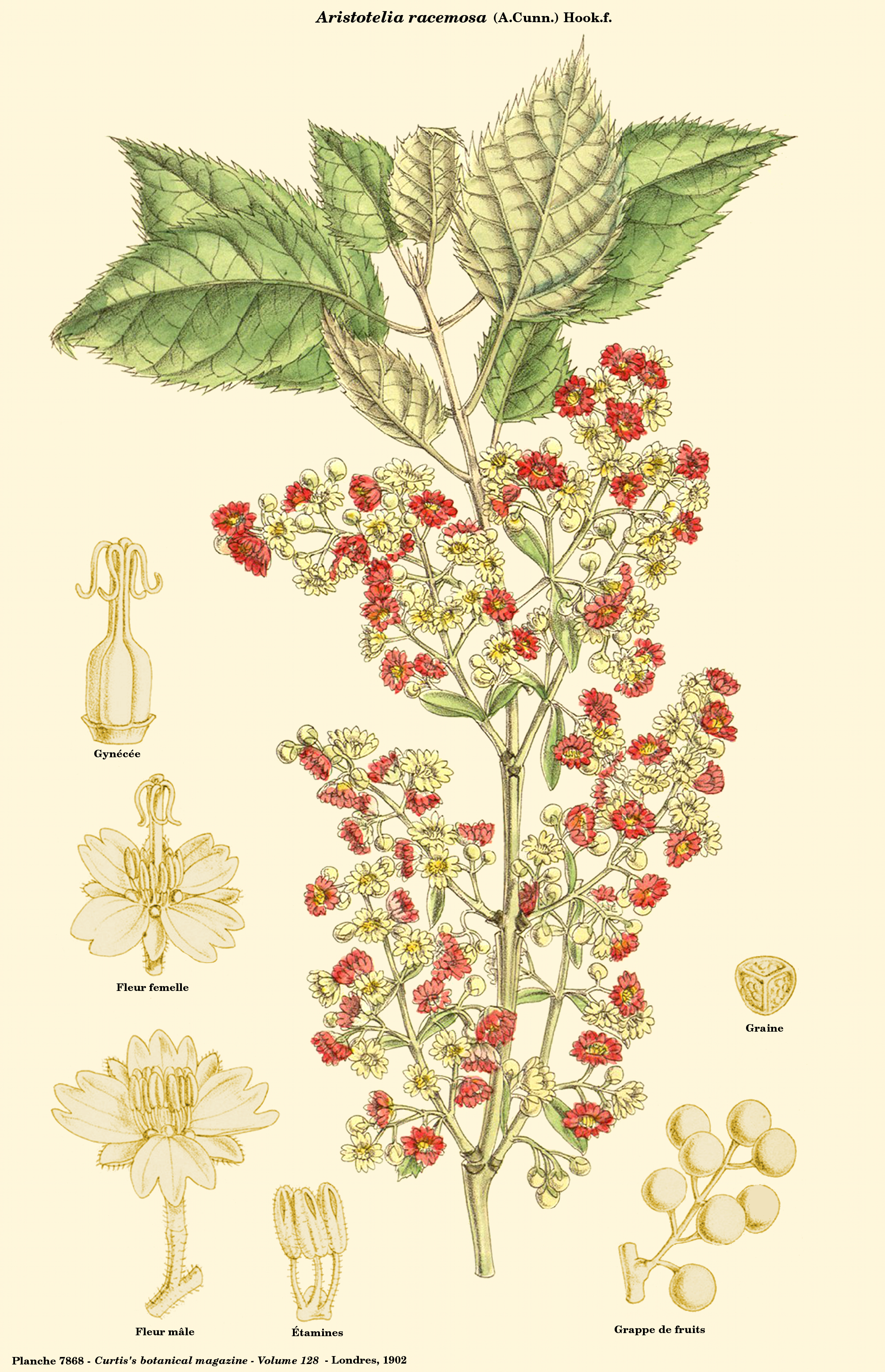